# Stazione di Zogno
La stazione di Zogno era una stazione ferroviaria della linea della Val Brembana, a servizio dell'omonimo comune.

## Storia

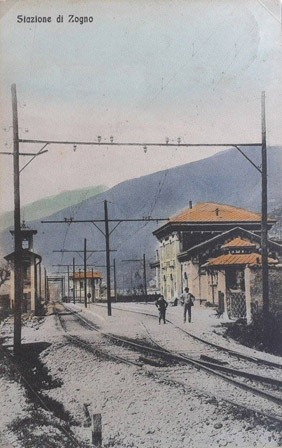
Cartolina d'epoca

Dopo alcuni mesi di lavori, tra Bergamo e l'impianto ferroviario di Zogno la ferrovia era già pronta tanto che, il 23 gennaio 1906, la locomotiva FVB 1 giunse presso la stazione in un viaggio di prova che ospitava l'ingegner Vittorio Gianfraceschi, progettista della linea.
L'impianto fu aperto al servizio pubblico il 1º luglio 1906, assieme al tronco limitato a San Pellegrino Terme. Il capolinea della ferrovia della Val Brembana fu poi prolungato a San Giovanni Bianco, il 15 ottobre dello stesso anno, e, il 31 luglio 1926, a Piazza Brembana.
Il servizio viaggiatori fu soppresso il 17 marzo 1966 insieme all'intera linea ferroviaria. Il piazzale fu riconvertito a deposito dei mezzi della SAB Autoservizi.

## Strutture e impianti
Il fabbricato viaggiatori si presentava nello stesso stile di altri stazioni della ferrovia, come Brembilla, Ponteranica-Sorisole e Villa d'Almè: si trattava di una costruzione in muratura, a due livelli fuori terra, affiancato da un'ala a un singolo livello, posta sul lato Ambria. Esternamente era ornato da elementi liberty.
Il piazzale era dotato di un binario di raddoppio e da quello di corsa della linea ferroviaria, ma anche di due binari tronchi, di cui uno a servizio dello scalo merci.
Quest'ultimo era composto anche da un magazzino merci che era addossato al fabbricato viaggiatori lato Brembilla e da un piano caricatore. Negli anni cinquanta, appeso alla copertura del binario di scalo era presente un indicatore della sagoma limite.
Zogno era raccordata direttamente alla ditta Zambelli, che estraeva sabbia e ghiaia dal vicino fiume Brembo. Il raccordo era privo di catenaria, per cui il servizio di manovra veniva svolto da locomotori elettrici utilizzando carri scudo interposti con quelli merci. Anche la Manifattura di Valle Brembana era raccordata alla stazione.

## Movimento
L'impianto era servito dai treni omnibus e accelerati Bergamo-San Giovanni Bianco fino al 1926, quando, a seguito dell'apertura della prolungamento verso Piazza Brembana, furono prolungati fino al nuovo capolinea.